# عاموس گیتای
عاموس گیتای (انگلیسی: Amos Gitai؛ زادهٔ ۱۱ اکتبر ۱۹۵۰) کارگردان و نویسنده اسرائیلی است.

## زندگی‌نامه
عاموس گیتای ابتدا در رشته معماری و در اسرائیل و آمریکا به تحصیل پرداخت؛ اما در سال ۱۹۷۳ در جریان جنگ یوم کیپور مجبور به ترک دانشگاه و رفتن به سربازی شد. آنجا بود که با دوربین ۸ میلیمتری به ثبت وقایع جنگ پرداخت و این سبب شد که معماری را رها کرده و تمام وقت به سینما بپردازد.

## فیلم‌شناسی
- برلین-اورشلیم (۱۹۸۹)
- کیپور (۲۰۰۰)
- منطقه آزاد (۲۰۰۵)
- من عرب هستم (۲۰۱۳)
- رابین، روز آخر (۲۰۱۵)